# Circuito das Águas (Minas Gerais)

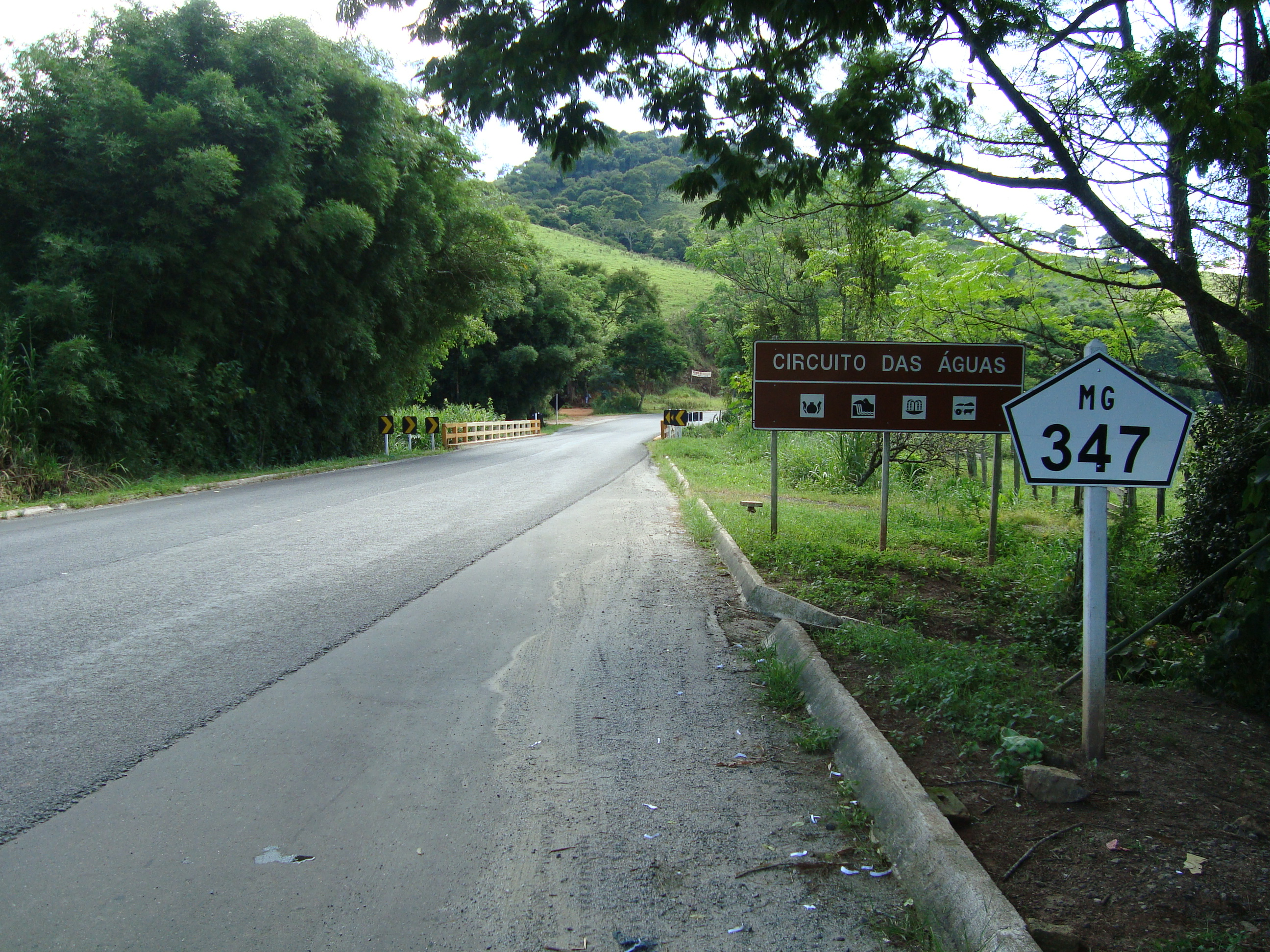
Trecho da rodovia MG-347, que é uma das principais vias de acesso aos municípios do circuito das Águas

Circuito das Águas é um circuito turístico do estado brasileiro de Minas Gerais integrado por 14 municípios : Baependi, Cambuquira, Campanha, Carmo de Minas, Caxambu, Conceição do Rio Verde, Cruzília, Dom Viçoso, Heliodora, Jesuânia, Lambari, São Lourenço, Soledade de Minas e Três Corações.
Nas cidades da região, encontram-se fontes, rios, lagos, cachoeiras, a culinária mineira e clima de montanha. Também são encontrados, na região, passeios de charrete, teleféricos e artesanato.
Há também a igreja de Nossa Senhora da Conceição, fundada por Nhá Chica na cidade de Baependi.

## Unidades de conservação
Há no Circuito das Águas duas unidades de conservação mantidas pelo Instituto Estadual de Florestas de Minas Gerais: o Parque Estadual Nova Baden, em Lambari, e o Parque Estadual da Serra do Papagaio em Baependi.